# Alliantie van Recht en Waarheid
Het logo van deze partij vindt u hier.

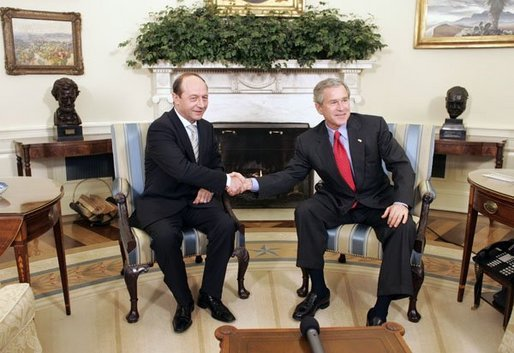
Traian Băsescu (l) met president George W. Bush van de Verenigde Staten van Amerika

De Alliantie van Recht en Waarheid of simpelweg DA (Roemeens: Dreptate şi Adevăr, DA), was een Roemeense politieke alliantie. Zij bestond uit de centrumrechtse liberale Nationaal-Liberale Partij (Partidul Național Liberal) en de centrumgerichte Democratische Partij (Partidul Democrat).
Vanaf 2002 begonnen de PNL en de PD op initiatief van Valeriu Stoica, oud-voorzitter van de PNL, nauw met elkaar samen te werken. Uit deze samenwerking ontstond op 29 september 2003 de Alliantie van Recht en Waarheid. De belangrijkste reden voor de stichting van de DA was de PNL en de PD te verenigen tegen de Sociaaldemocratische Partij, de toenmalige regeringspartij.
Op 24 oktober 2004 werd Călin Popescu-Tăriceanu, de co-voorzitter van de DA, tot lijsttrekker gekozen. Popescu-Tăriceanu presenteerde daarop de belangrijkste punten van de DA:
- Stimuleren van buitenlandse investeerders en het vrije ondernemerschap;
- Creëren van nieuwe banen en inkomensverhoging om zo de armoede terug te dringen;
- Een "verantwoordelijk sociaal beleid" op het gebied van onderwijs, gezondheidszorg, pensioenen en (andere) sociale voorzieningen;
- Bevechten van corruptie;
- Het vestigen van een apolitieke rechterlijke macht.

Bij de parlementsverkiezingen van 28 november 2004 behaalde de Alliantie van Recht en Waarheid een grotere zege dan verwacht. Bij de verkiezingen voor de Kamer van Afgevaardigden behaalde de DA 31,5% van de stemmen bij de verkiezingen voor de Senaat 31,8% van de stemmen. De DA werd hiermee de tweede partijenalliantie, net iets achter de Nationale Unie PSD + PUR, die bij de verkiezingen voor de Kamer 36,8% van de stemmen kreeg en bij de verkiezingen voor de Senaat 37,2%. De PUR stapte echter uit de Nationale Unie en samen met de Democratische Unie van Hongaren in Roemenië sloten ze akkoord met de DA. Op deze wijze verkreeg de DA een meerderheid in het parlement en kon Călin Popescu-Tăriceanu een kabinet vormen. Op 29 december 2004 sprak het parlement zijn vertrouwen uit en kon het nieuwe kabinet van start.
Bij de eerste ronde van de presidentsverkiezingen van 29 november 2004 behaalde Traian Băsescu, de kandidaat van de DA, 33,92% van stemmen, minder dan Adrian Năstase van de Nationale Unie PSD + PUR, die 40,94% van de stemmen. Andere presidentskandidaten behaalden veel minder stemmen. Omdat noch Băsescu, noch Năstase meer dan 50% van de stemmen had betaald, werd er op 13 december 2004 een tweede ronde gehouden. Deze tweede ronde werd gewonnen door Băsescu die 51,23% van de stemmen. Năstase kreeg 48,77% van de stemmen. Op 20 december 2004 werd de derde democratisch gekozen president.
Op 3 december 2006 stapte de PUR uit de coalitie en hernoemde zich tot Conservatieve Partij. Hierdoor was de coalitie haar parlementaire meerderheid kwijt. Begin 2007 ontsloeg PNL premier Popescu-Tăriceanu alle PD-ministers uit zijn regering, waarmee de DA als alliantie ophield te bestaan.

## Voetnoot
1. ↑  Da is Roemeens voor 'ja'.